# 越南機場公司
越南機場股份有限公司是越南的股份有限公司，總部位於胡志明市的新山一國際機場，成立於2012年1月8日，由3家分別管理越南北部、中部和南部民用機場的公司合併而成，公司股份中大部分為國有股，目前主要管理越南境內22座民用機場，包括7座國際機場及15座國內機場。

## 外部連結
- 越南機場公司 （页面存档备份，存于）（越南文）（英文）